# ربى سلامة
ربى سلامة (1985-) هي فنانة تشكيلية فلسطينية، من مواليد مدينة الناصرة. حصلت على درجة البكالوريوس تخصص الفنون الجميلة عام 2010، وعلى الماجستير في نفس التخصص من أكاديمية بتسلئيل للفنون والتصميم في القدس عام 2014. عملت محاضرة في تاريخ فن الرسم والرسم الكلاسيكي العملي في الكلية العربية في حيفا، ومديرة فنية لفيلم الشؤون الشخصية عام 2015، وفيلم بين السماء والأرض للمخرجة نجوى نجار عام 2017، وتعمل حاليا محاضرة في كلية سخنين.

## أسلوبها الفني
بدأت الفنانة بالرسم مستخدمة وسائط متعددة مثل التركيب، الخط، الفيديو، والتصوير. تستكشف في أعمالها الجوانب الإجتماعية والسياسية كالإسلاموفوبيا، التشريد، الإغتراب، النظام الأبوي، والممارسات النسوية. تتساءل عن مفاهيم الأرض، الجغرافيا، التهجير، القومية، والزمن، محاولًة تصور سيناريوهات مختلفة للحياة اليومية التي تؤدي في كثير من الأحيان إلى واقع مرير باستخدام السخرية والمفارقة كأدوات سياسية. تعتمد الأسلوب التجريدي في لوحاتها، ليس كخيار جمالي فقط، بل كعنصر وجودي يساعدها في عملية الإنتاج. تعتبر الرسم علاجاً فيزيائياً، حيث يخلق التكرار والعمل مع الحد الأدنى من الأشكال والخطوط نوعاً من الاستقرار يعكس حالتها اليومية..

## المعارض
شاركت في العديد من المعارض المحلية والدولية، منها معرض توتر في دبي عام 2020، ومعرض فندق الجدار في بيت لحم عام 2019، ومعرض أرابيسك معاصر في القدس عام 2018، ومعرض بينالي سرينجر في بازل عام 2018. كما شاركت في معرض رقصة الشبح في حيفا عام 2017، ومعرض "800 متر فوق مستوى سطح البحر" في سويسرا عام 2017، ومعرض Sharbek Collective في برلين عام 2016، ومعرض أوبرا في هونج كونج عام 2015، وأخيرًا معرض مؤسسة المعمل للفن المعاصر في القدس عام 2010.